# Mei Shindō
Mei Shindō (jap. 進藤芽伊 Shindō Mei; ur. 4 maja 1998) – japońska zapaśniczka walcząca w stylu wolnym. Wicemistrzyni Azji w 2020. Złota medalistka akademickich MŚ w 2018. Pierwsza w Pucharze Świata w 2019. Trzecia na MŚ U-23 w 2019. Mistrzyni Azji juniorów w 2018. Wicemistrzyni świata kadetów w latach 2013 i 2015 roku.